# 838 Серафіна
838 Серафіна (838 Seraphina) — астероїд головного поясу, відкритий 24 вересня 1916 року.
Тіссеранів параметр щодо Юпітера — 3,251.